# Inaxio Perurena
Inaxio Perurena Zubitur (Leiza, Navarra, 10 de enero de 1984) es un deportista español especialista en la modalidad de deporte rural vasco de levantamiento de piedra (Harri-jasotze). Su mayor logro hasta el momento ha sido levantar la piedra de 308 kg en su localidad natal.
Es hijo del también levantador de piedras Iñaki Perurena y hermano del actor Xabier Perurena.

## Logros
El 27 de febrero de 2016 consiguió levantar una piedra de 308 kilogramos, cerca ya del record de su padre, que está en 320.